# 纳米比亚国徽
納米比亞國徽為一盾徽，上為國旗圖樣。護盾獸為代表勇氣、優雅、自豪的直角羚。地上有当地沙漠植物百歲蘭，象徵堅韌不屈的精神。盾上方有吼海雕，象徵領袖的遠見，其所站立的花環圖案為鑽石形，代表國家的礦產和傳統。飾帶書有國家格言“團體、自由、正義”。